# Дейвид Отунга
Дейвид Даниел Отунга старши (роден на 7 април 1980) е професионален кечист и бивш актьор. Той има договор с WWE, името му на ринга е Дейвид Отунга. Той е два пъти WWE Tag Team Champion, с Майкъл Mъгиликъти и Джон Сина. Той беше в първия сезон на NXT. Отунга е също последния оригинален член на групировката Новият Нексъс.

## Завършващи движения
- Вердик (Verdict)
- През рамото обратно към корема камък (Over The Shoulder Back To Belly Piledriver)

## С Майкъл Mъгиликъти
- Гърботрошач И Лакът Комбинация (Backbreaker Hold/Diving Elbow Drop Combination)

Прякори
- - Дейвид A-List Отунга

Интро песни
- - We Are One By 12 Stones (WWE) (7 юни 2010 – 1 август 2011, като част от Нексъс)
  - Death Blow By VideoHelper Production Library (WWE) (21 юли 2011 – 28 юли, отбор с Майкъл Mъгиликъти)
  - It's All About The Power By Jim Johnston (WWE) (от 28 юли 2011 г.)

### Титли и постижения
- Pro Wrestling Illustrated
  - Вражда на годината (2010) – The Nexus срещу WWE
  - Най-мразеният кечист на годината (2010) – Като част от The Nexus
  - Новобранец на годината (2010)
  - PWI го класира на No. 84 от топ 500 единични кечисти на PWI 500 през 2012
- World Wrestling Entertainment/WWE
  - Отборен шампион на Първична сила на WWE (2 пъти) – с Джон Сина (1) и Майкъл Mъгиликъти (1)